# Leptostylopsis bidentatus
Leptostylopsis bidentatus är en skalbaggsart som först beskrevs av Fabricius 1775.  Leptostylopsis bidentatus ingår i släktet Leptostylopsis och familjen långhorningar.
Artens utbredningsområde är Guadeloupe. Inga underarter finns listade i Catalogue of Life.